# Passatismo
Il passatismo, termine che richiama quello di "passato", è l'atteggiamento proprio di chi sostiene una forma di conservazione culturale e ideologica contraddistinta da ostinato attaccamento alle idee, alle espressioni artistiche, agli usi e comportamenti del passato e ai valori della tradizione.

## Futurismo
L'accusa di passatismo era solita comparire nelle polemiche futuriste contro i conservatori della tradizione letteraria e culturale. Il Futurismo, infatti, fonda le proprie dottrine letterarie su alcuni punti essenziali: futurismo, modernolatria, dinamismo/attivismo, sensibilità futurista e, appunto, antipassatismo, inteso come rigetto verso tutto ciò che è antico e tradizionale.
Nella lunga serie di manifesti compilati da F.T. Marinetti e dai suoi futuristi a partire dal 1909, il concetto di passatismo appare nel breve Contro Venezia passatista (27 aprile 1910), violento e provocatorio attacco contro l'antica città lagunare co-firmato da Umberto Boccioni, Carlo Carrà e Luigi Russolo.
Diviene termine diffuso tra i futuristi e tra quelli che sostengono il movimento e si ritrova ad esempio nella rivista "L'Italia futurista" che pubblicò il suo primo numero il 1º giugno 1916 sotto la direzione di Emilio Settimelli e Bruno Corra.
Il filone futurista fiorentino, che si era sviluppato all'interno delle pagine lacerbiane, si rafforzò e si proclamò sui fascicoli de "l'Italia futurista", in polemica con Lacerba di Giovanni Papini e Ardengo Soffici, che a partire dal 1915 si erano allontanati dal movimento capeggiato da Filippo Tommaso Marinetti.